# Joseph Peter Klein
Joseph Peter Klein (* 5. Januar 1896 in Breidt; † 1. April 1976 in Göttingen) war ein deutscher Theologe und Philosoph.

## Leben
Von 1918 bis 1921 studierte er Theologie und Philosophie in Bonn. Er empfing am 13. August 1922 die Priesterweihe. 1949 folgte er einem Ruf der Universität Göttingen auf den vakanten Lehrstuhl für patristische und scholastische Philosophie.

## Schriften (Auswahl)
- Die Charitaslehre des Johannes Duns Skotus. Die edelste Frucht der Liebesweisheit des franziskanischen Geistes. Münster 1926, OCLC 74466487.
- Grundlegung und Grenzen des kanonischen Rechts. Tübingen 1947, OCLC 264325543.
- Skandalon. Um das Wesen des Katholizismus. Tübingen 1958, OCLC 891645925.
- Die Grundlegung der Ethik in der Philosophie Hermann Cohens und Paul Natorps. Eine Kritik des Marburger Neukantianismus. Göttingen 1976, ISBN 3-525-82379-7.